# Équipementier sportif
Ne doit pas être confondu avec Équipement sportif.
Un équipementier sportif est une entreprise qui fabrique des articles de sport (chaussures de sport, vêtements de sport et accessoires divers).
Le métier d’équipementier sportif est basé sur l’ingénierie du sport, c'est-à-dire l’ensemble des sciences de l’ingénieur en ergonomie, mécaniques, design, mercatique, physiologie, matériaux, biomécanique, contribuant à la conception et au développement d’accessoires pour pratiquer un sport.
On peut citer parmi les principaux équipementier sportifs mondiaux les firmes Adidas, Asics, Canterbury, Champion, Converse, Diadora, Errea, Fila, Hummel, Jako, Joma, Kappa, Kelme, Legea, Lotto, Macron, Mizuno, Molten , New Balance, Nike, Puma, Reebok, Select, Uhlsport, Umbro et Under Armour.
En France, on peut citer les marques Airness, Décathlon (dont Kipsta), Hungaria, Lacoste, Le Coq sportif, Patrick, ou encore Eldera, Majestee, Skita et Club-Shop,.
Le marché mondial est dominé par l'Allemand Adidas et l'Américain Nike .

Le logo du Coq sportif dans les années 60 et 70, un des premiers équipementiers avec Adidas à se faire connaître.
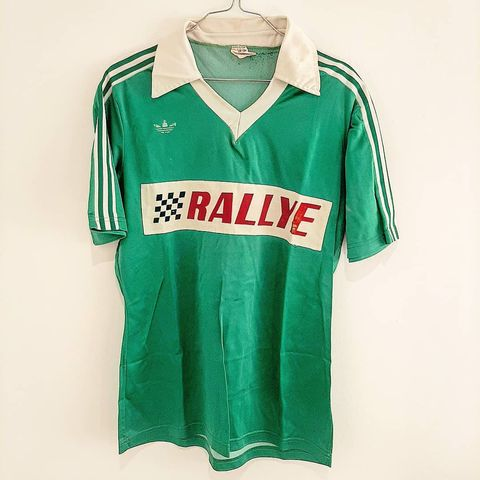
Un maillot Adidas, marque mondialement connue comme étant "la marque aux 3 bandes" pour un club sportif dans les années 70.
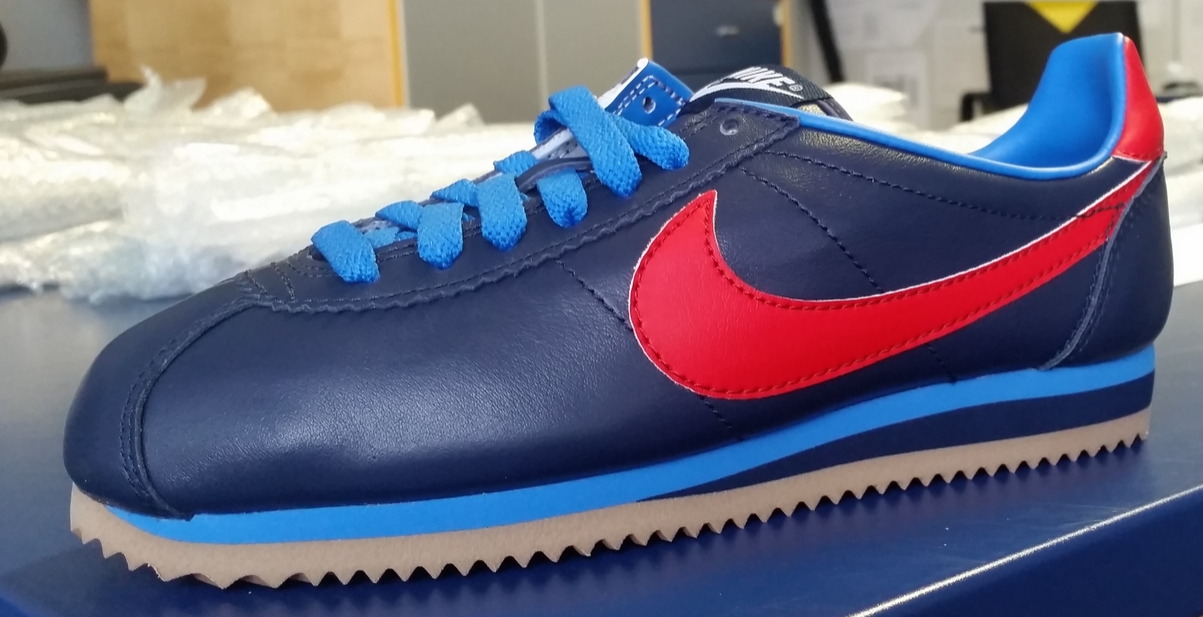
Une paire de chaussures Nike, marque américaine apparue dans les années 70 et aujourd'hui devenue leader dans les années 2000 du secteur après son vieux concurrent allemand Adidas, pionnier dans ce secteur.